# Sami Salo
Sami Sakari Salo (* 2. September 1974 in Turku) ist ein ehemaliger finnischer Eishockeyspieler und derzeitiger -trainer. Der Verteidiger absolvierte im Verlauf seiner aktiven Karriere zwischen 1992 und 2014 unter anderem  980 Spiele für die Ottawa Senators, Vancouver Canucks und Tampa Bay Lightning in der National Hockey League. Mit der finnischen Nationalmannschaft nahm Salo an vier Olympischen Winterspielen teil und gewann dabei eine Silber- sowie zwei Bronzemedaillen.

## Karriere
Sami Salo startete seine Karriere in der Saison 1994/95 mit dem Eishockeyverein TPS in der finnischen SM-liiga. Nach drei Saisons wechselte er zu Jokerit, wo er eine Saison spielte. Er wurde im NHL Entry Draft 1996 in der neunten Runde als 239. Spieler von den Ottawa Senators ausgewählt. In der Saison 1998/99 wechselte er dann in die NHL zu den Ottawa Senators. Nach vier weiteren Saisons wechselte Salo zu den Vancouver Canucks. Während des NHL Lockouts in der Saison 2004/05 spielte er für den schwedischen Verein Frölunda HC und kehrte danach wieder nach Vancouver zurück. Nach zehn Jahren bei den Vancouver Canucks unterschrieb Salo im Juli 2012 einen Zwei-Jahres-Vertrag bei den Tampa Bay Lightning.
Zuletzt stand Salo in der Saison 2013/14 auf dem Eis, als er 71 Einsätze für die Tampa Bay Lightning absolvierte. Im Oktober 2014 unterzog er sich einer Operation am Handgelenk, in dessen Folge er die gesamte Saison 2014/15 verpasste und seine aktive Karriere im August 2015 für beendet erklärte.

### International
Bei den Olympischen Winterspielen 2006 in Turin spielte Salo für die finnische Nationalmannschaft und gewann die Silbermedaille. Vier Jahre später bei den Olympischen Winterspielen in Vancouver gewann er die Bronzemedaille. Auch bei den Olympischen Spielen 2014 gewann er mit der finnischen Nationalmannschaft die Bronzemedaille.

## Erfolge und Auszeichnungen
| - 1994 Finnischer U20-Junioren-Vizemeister mit TPS Turku - 1995 Finnischer Meister mit TPS Turku - 1996 Finnischer Vizemeister mit TPS Turku | - 1997 Finnischer Vizemeister mit TPS Turku - 1999 NHL All-Rookie Team - 2005 Schwedischer Meister mit dem Frölunda HC |

### International
| - 2001 Silbermedaille bei der Weltmeisterschaft - 2004 Zweiter Platz beim World Cup of Hockey - 2006 Silbermedaille bei den Olympischen Winterspielen | - 2010 Bronzemedaille bei den Olympischen Winterspielen - 2014 Bronzemedaille bei den Olympischen Winterspielen |

## Karrierestatistik

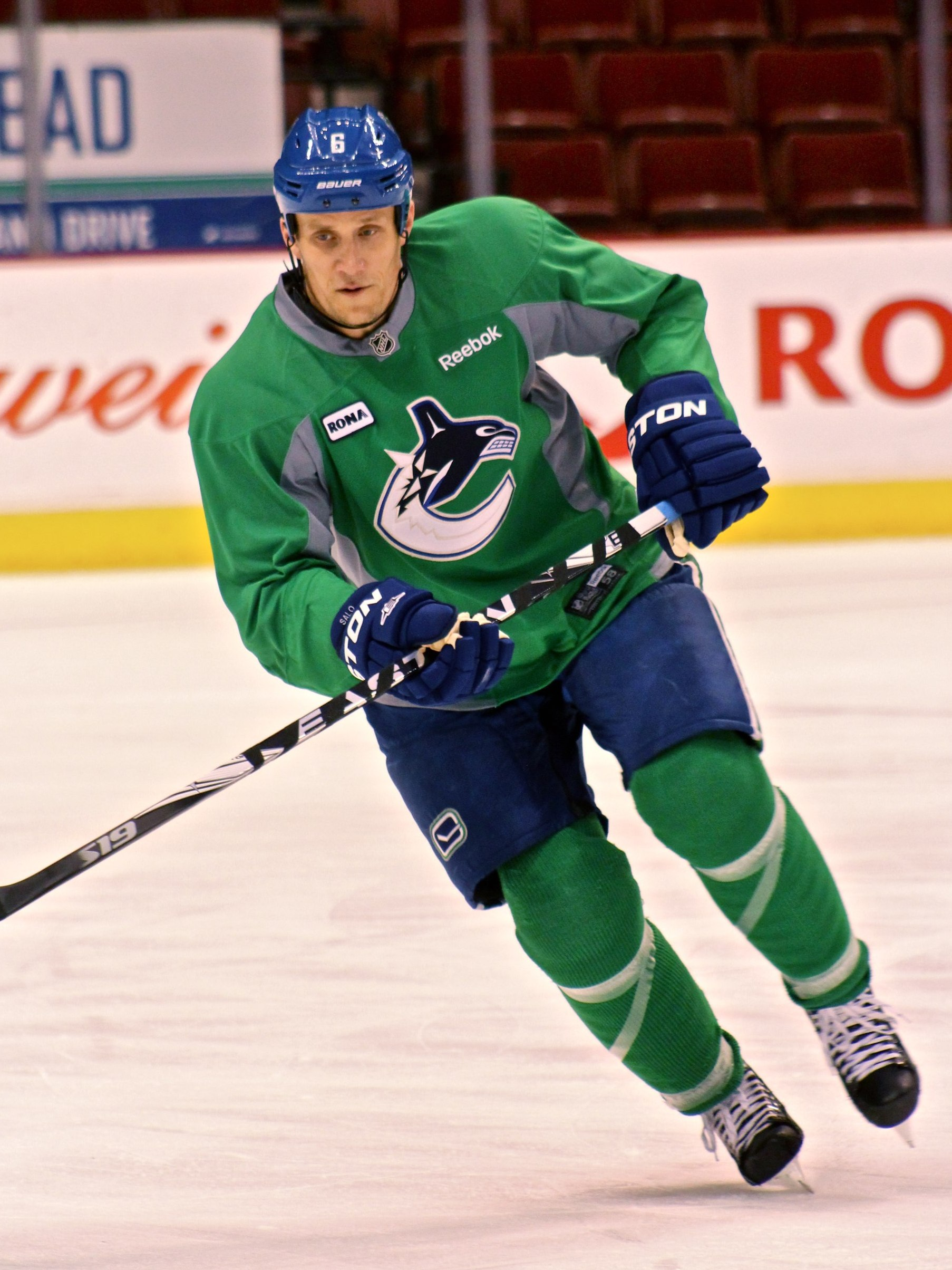
Salo im Trikot der Vancouver Canucks (2012)

### International
Vertrat Finnland bei:
| - Weltmeisterschaft 2001 - Olympischen Winterspielen 2002 - Weltmeisterschaft 2004 - World Cup of Hockey 2004 | - Olympischen Winterspielen 2006 - Olympischen Winterspielen 2010 - Olympischen Winterspielen 2014 |

(Legende zur Spielerstatistik: Sp oder GP = absolvierte Spiele; T oder G = erzielte Tore; V oder A = erzielte Assists; Pkt oder Pts = erzielte Scorerpunkte; SM oder PIM = erhaltene Strafminuten; +/− = Plus/Minus-Bilanz; PP = erzielte Überzahltore; SH = erzielte Unterzahltore; GW = erzielte Siegtore; 1 Play-downs/Relegation; Kursiv: Statistik nicht vollständig)